# Grammicomyia inermipes
Grammicomyia inermipes är en tvåvingeart som beskrevs av Malloch 1935. Grammicomyia inermipes ingår i släktet Grammicomyia och familjen skridflugor.
Artens utbredningsområde är Samoa. Inga underarter finns listade i Catalogue of Life.